# Kevin Kampl
Kevin Kampl (Solingen, 9 oktober 1990) is een Sloveens voetballer die doorgaans als centrale middenvelder speelt. Hij tekende in augustus 2017 een contract tot medio 2021 bij RB Leipzig, dat circa €20.000.000,- voor hem betaalde aan Bayer Leverkusen. Kampl debuteerde in 2012 in het Sloveens voetbalelftal.

## Clubcarrière
Kampl speelde dertien jaar voor Bayer 04 Leverkusen, maar kreeg geen enkele maal de kans in het eerste elftal. Op 30 augustus 2010 tekende hij een driejarig contract bij Greuther Fürth. Hij debuteerde daarvoor op 29 oktober 2010, in de 2. Bundesliga tegen Erzgebirge Aue. Na een half seizoen keerde hij terug bij Bayer Leverkusen, waarvoor hij debuteerde in de UEFA Europa League tegen Metalist Charkov. In 2011 trok hij transfervrij naar VfL Osnabrück, waar hij 35 wedstrijden afwerkte in de 3. Liga. Aan het einde van het seizoen werd hij verkocht aan VfR Aalen, dat naar de 2. Bundesliga promoveerde en €250.000 over had voor de Sloveense middenvelder. Hij speelde drie wedstrijden voor VfR Aalen, want op 31 augustus 2012 plukte het Oostenrijkse Red Bull Salzburg hem weg voor een bedrag van drie miljoen euro. Hij tekende een vijfjarig contract bij Red Bull Salzburg.
Kampl ging in januari 2015 terug naar Duitsland en tekende een contract voor 4,5 jaar bij Borussia Dortmund. Daarvan diende hij een half jaar uit. Kampl tekende in augustus 2015 een contract tot medio 2020 bij Bayer Leverkusen, de nummer vier van Duitsland in het voorgaande seizoen. Dat betaalde circa €10.000.000,- voor hem aan Dortmund.

## Interlandcarrière
Kampl werd geboren in het Duitse Solingen. Hij debuteerde op 12 oktober 2012 in het Sloveens voetbalelftal, in een WK-kwalificatiewedstrijd tegen Cyprus. Op 6 september 2013 maakte hij het enige doelpunt in een WK-kwalificatiewedstrijd tegen Albanië.

## Erelijst
| Competitie           |                   |                   |                   |                   |
| Competitie           | Aantal            | Jaren             |                   |                   |
| Red Bull Salzburg    | Red Bull Salzburg | Red Bull Salzburg | Red Bull Salzburg | Red Bull Salzburg |
| -------------------- | ----------------- | ----------------- | ----------------- | ----------------- |
| Kampioen Bundesliga  | 1x                | 2013/14           |                   |                   |
| Beker van Oostenrijk | 1x                | 2013/14           |                   |                   |
| RB Leipzig           |                   |                   |                   |                   |
| DFB-Pokal            | 2x                | 2021/22, 2022/23  |                   |                   |

1 Gulácsi ·
3 Geertruida ·
4 Orbán  ·
5 Bitshiabu ·
6 Elmas ·
7 Nusa ·
8 Haidara ·
9 Poulsen ·
10 Simons ·
11 Openda ·
13 Seiwald ·
14 Baumgartner ·
16 Klostermann ·
18 Vermeeren ·
19 Silva ·
20 Ouédraogo ·
22 Raum ·
23 Lukeba ·
24 Schlager ·
25 Zingerle ·
26 Vandevoordt ·
30 Šeško ·
31 Sakar ·
39 Henrichs ·
44 Kampl ·
47 Gebel ·
Coach: Rose
· Assistent-coach: Geideck
· Assistent-coach: Zickler